# 特定搬送機器類製造事業所
特定搬送機器類製造事業所（とくていはんそうききるいせいぞうじぎょうしょ）とは工業標準化法で定める製造事業所。用途により甲種搬送機器類製造事業所と乙種搬送機器類製造事業所がある。動力を使用して不特定多数の移動に供する機材を製造するのに必要な許認可。要件は製造、検査設備、各種技能者、機械電気系学士、実務経験など。対象は主に昇降機や遊戯機械等の製造者。経済産業省管轄。